# Paradoliops cabigasi
Paradoliops cabigasi är en skalbaggsart som beskrevs av Antonio Vives 2009. Paradoliops cabigasi ingår i släktet Paradoliops och familjen långhorningar.
Artens utbredningsområde är Filippinerna. Inga underarter finns listade i Catalogue of Life.